# سد یانکی
سد یانکی (به لاتین: Yonki Dam) یک سد خاکی در پاپوآ گینه نو است که در پاپوآ گینه نو واقع شده‌است.